# San Sebastián (Pasto)
Die römisch-katholische Kirche San Sebastián in Pasto ist auch bekannt als Iglesia de la Panadería („Kirche der Bäckerei“). Sie wurde 1936 nach Plänen von Lucindo María Espinosa errichtet und bei ihrer Kirchweihe mit dem Patrozinium des Heiligen Sebastian versehen. Die Kirche hat drei Schiffe und um die Seitenschiffe herum befinden sich Buntglasfenster mit Themen aus dem Leben Jesu. Im Inneren der Kirche befindet sich ein Bild eines aus Spanien hergebrachten Heiligen Sebastian sowie ein Bild der Virgen del Rosario, das an die Wand des Hauptaltars gemalt ist. Die Kirche ist eine Einrichtung (Parroquia) des Bistums Pasto.